# アン・ハサウェイ/裸の天使
『アン・ハサウェイ/裸の天使』（Havoc）は、2005年のアメリカ、ドイツ合作映画。
『モンスター』の製作陣が、製作・製作総指揮を手掛けた。脚本は『シリアナ』『アラモ』のスティーヴン・ギャガン。
2006年のDVD特別賞で、アン・ハサウェイが主演女優賞を獲得した。

## ストーリー
ロサンゼルスの富裕層の娘で、女子高生のアリソン（アン・ハサウェイ）は、育ちの良さとは裏腹に、仲間たちとドラッグやセックスに刺激を求める日々を送っていた。
ある日、メキシコ系のスラム街で、マリファナの売人ヘクター（フレディ・ロドリゲス）と知り合い、彼らに惹かれていったアリソンは、親友のエミリー（ビジュー・フィリップス）と彼らのパーティに参加する。
仲間に入れて欲しいと言うアリソンに、ヘクターは「サイコロの目が出た数だけ仲間とセックスする」という条件を出す。

## 登場人物
アリソン・ラング
演：アン・ハサウェイ /声： 甲斐田裕子
主人公の女子高生。家では優等生を演じているが、刺激を求めヘクターのドラッグパーティーに参加する。学校のトビーと交際しているが、次第にトビーの幼稚臭さに嫌気が差し、メキシコ系ギャングのヘクターへ憧れを抱くようになる。
エミリー
演：ビジュー・フィリップス
アリソンの親友。アリソンと共にヘクトルのパーティーに参加するがヘクターの仲間に輪姦されそうになり、その後は家に引きこもってしまう。自分たちから仲間に入ろうとしたにもかかわらず、ヘクター達にレイプされたと警察に証言し、ヘクターらは逮捕されてしまう。
トビー
演：マイク・ヴォーゲル
アリソンの彼氏で、同じ学校に通う。黒人、メキシコ系ギャング憧れる男子生徒らで作る白人グループ"PLC"のリーダー。アリソン達がヘクター達に乱暴されたことを聞き、ヘクターのグループを襲撃しようとする。
サム
演：ジョゼフ・ゴードン・レヴィット
トビーの親友で"PLC"のメンバー。普段はクールで軽い性格だが、ヘクター達のグループ襲撃に際しては、事前に銃を片手に動画を撮影し、トビーと共に襲撃に向かう。
ヘクター
演： フレディ・ロドリゲス /声：桐本琢也
大麻の売人。メキシコ系ギャング"16ストリート"のリーダー格。白人の富裕層へドラッグを売り生計を立てる。ヘクターに憧れを抱くアリソンへ、仲間に入れて欲しければサイコロの目の数だけ仲間とセックスするよう条件を出す。
チノ
演：レイモンド・クルス
ヘクターの兄弟分。普段は体の割に小さなシティバイクを漕ぎ移動している。エミリーがセックスの条件をのむと、自分が最初にさせて欲しいとヘクターに頼み、仲間とエミリーを輪姦しようとする。
エリック
演：マット・オリアリー
アリソンの学校の生徒。おとなしい性格で友人はほとんどおらず、フィルム撮影に入れ込んでいる。アリソンに裸体のビデオ撮影を依頼する。アリソンに誘惑されるが、肉体関係を持つことが目的ではないと拒否する。
スチュアート・ラング
演：マイケル・ビーン /声：中村秀利
アリソンの父。会社の重役で豪邸に住むが、ほとんど家にいない。大麻の売人がらみで事件を起こしたアリソンに激怒する。
ジョアンナ・ラング
演：ローラ・サン・ジャコモ
アリソンの母。夫同様ほとんど家におらず、いつもアリソンへの書置きを残し外出している。アリソンの事件を耳にすると、動揺しながらも女として一定の理解を示す。

## キャスト
- アン・ハサウェイ
- ビジュー・フィリップス
- フレディ・ロドリゲス
- レイモンド・クルス
- シリ・アップルビー
- マイケル・ビーン
- ジョセフ・ゴードン＝レヴィット
- マット・オリアリー
- ローラ・サン・ジャコモ
- マイク・ヴォーゲル
- アレクシス・ジーナ
- チャニング・テイタム
- サム・ヘニングス
- セシリア・ペック
- ジョシュ・ペック
- ルイス・ロブレド

## スタッフ
- 監督：バーバラ・コップル
- 原案・脚本：スティーヴン・ギャガン
- 脚本：ジェシカ・カプラン
- 製作：スチュワート・ホール、ジョン・モリッシー、ジャック・F・マーフィ
- 製作総指揮：サミー・リー、アンドレアス・グロッシュ、ジョナス・マッコード、アンドレアス・シュミット
- 音楽：クリフ・マルティネス
- プロダクションデザイン：ジェリー・フレミング
- 撮影：クレイマー・モーゲンソー
- 編集：ナンシー・ベイカー、ジェリー・グリーンバーグ

## 評価
レビュー・アグリゲーターのRotten Tomatoesでは11件のレビューで支持率は45%、平均点は5.30/10となった。